# 馬拉迦大屠殺
馬拉迦大屠殺 (羅馬化：Maraghayi kotorats）是1992年4月10日（納戈爾諾－卡拉巴赫戰爭期間）亞塞拜然軍隊佔領納卡地區村落馬拉迦後對當地亞美尼亞人的無差別屠殺。1989年人口統計顯示馬拉迦人口為4660人，以亞美尼亞人為主，戰爭爆發後亞塞拜然封鎖納卡地區，並對亞美尼亞人展開攻擊，據人權觀察統計事發當下馬拉迦的村民約有500人，4月10日上午亞塞拜然方進攻時，當地亞美尼亞守軍不敵而撤退至附近高地待援，並通知居民撤退，滯留者多為年長或行動不便者，亞塞拜然佔領該村後有至少57名村民被殺，被害者包括婦女、老人與兒童，城鎮中大部分的民宅也遭縱火焚毀。大赦國際報導則指有超過百名村民受虐而死，且多人屍體的頭或四肢被鋸斷，另有53人遭擄走，其中19人下落不明。此事件被視為亞塞拜然方對霍賈利大屠殺的報復行動。
隔日亞美尼亞方即奪回馬拉迦，但兩週後亞塞拜然方再次劫掠馬拉迦並擄走13人為人質，剩餘居民被迫逃離，全村遭徹底摧毀。戰後此地為亞塞拜然方控制，村民在附近重建了新的村落「新馬拉迦」（Nor Maraga），並設有紀念此屠殺事件的紀念碑。支持亞美尼亞方的英國上議院議員卡罗琳·考克斯親至馬拉迦調查此屠殺事件，稱其構成反人類罪，呼籲國際社會對亞塞拜然進行制裁。

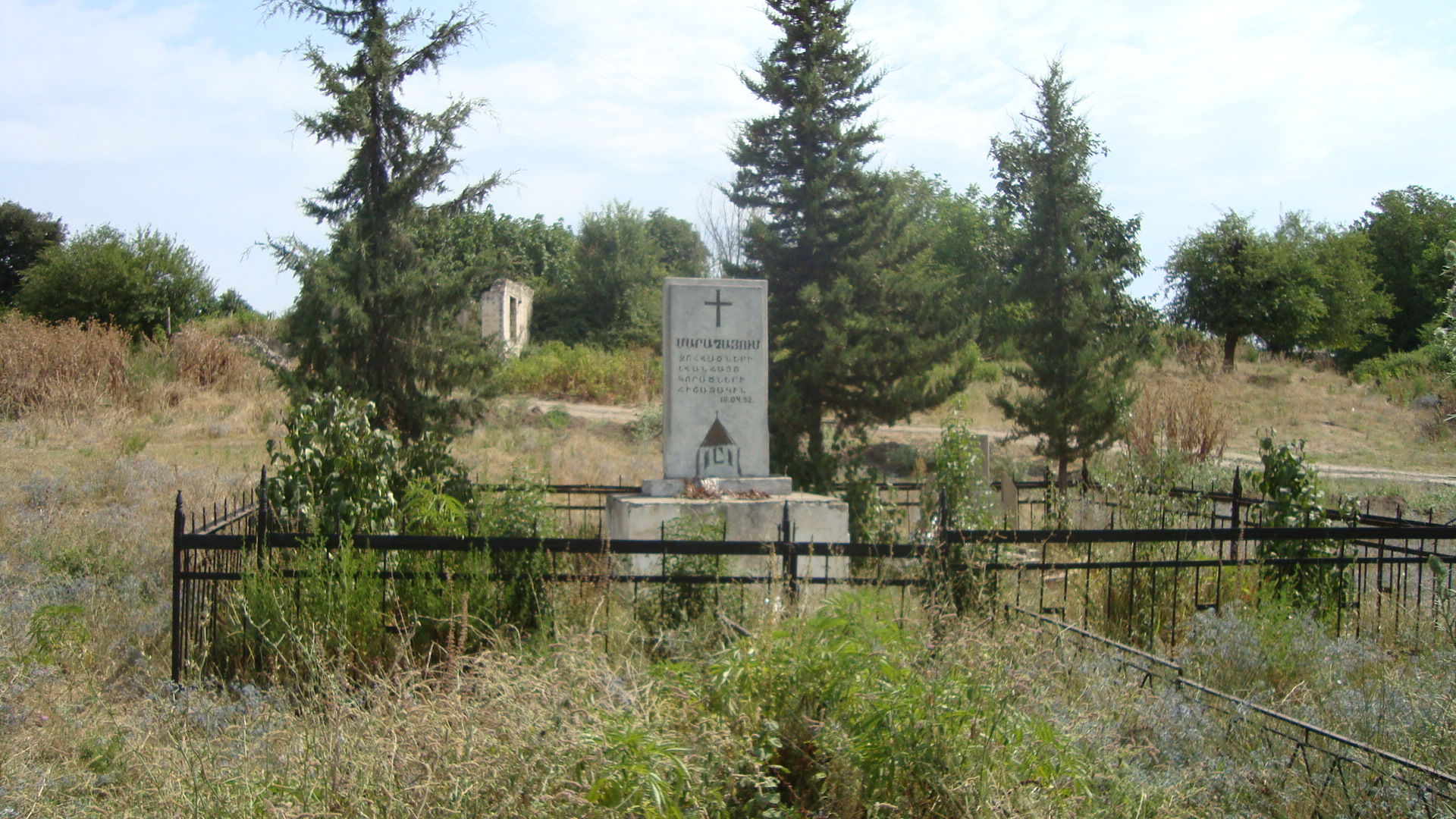
新馬拉迦村的一座紀念碑
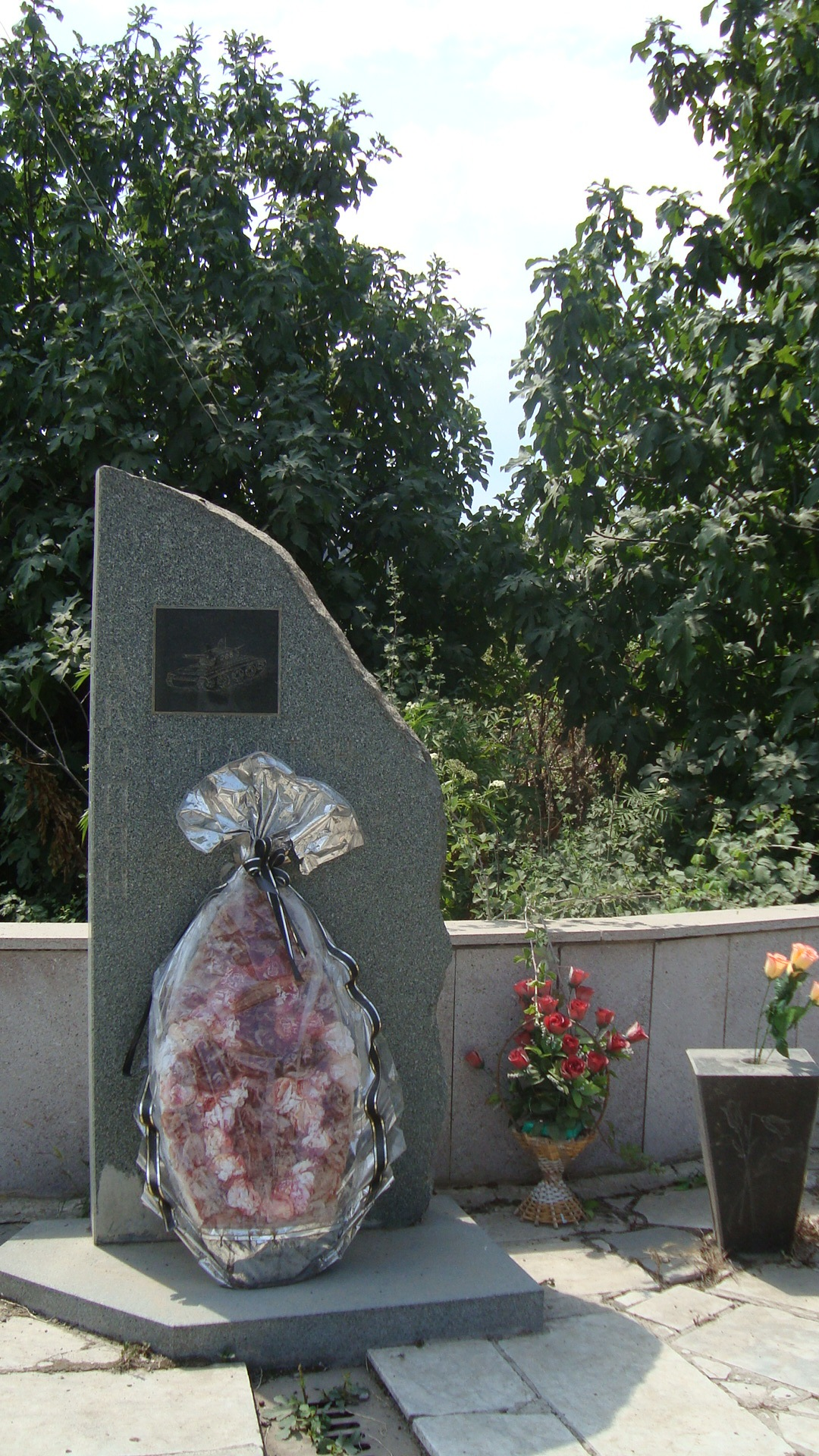
新馬拉迦村的一座紀念碑